# Флаг Западной Виргинии
Флаг Западной Вирги́нии (англ. Flag of West Virginia) — один из символов американского штата Западная Виргиния.
Флаг штата Западная Виргиния, представляет собой прямоугольное полотнище белого цвета с тёмно-синей полосой по периметру флага. В центре флага изображён герб с печати штата. Герб символизирует основные занятия и природные ресурсы штата. Под гербом изображена лента с девизом штата Montani Semper Liberi (с лат. — «Горцы всегда свободны»). Слева от большой каменной глыбы, обвитой плющом, стоит фермер, справа — шахтёр. На камне дата в три строки June 20 1863 — дата вхождения штата в США. Перед камнем лежат две винтовки, на которых лежит красный фригийский колпак. Герб обвивает рододендрон — один из символов штата.
Белый цвет полотнища символизирует чистоту помыслов, синяя кайма флага символизирует США.